# Lista de bairros de Teófilo Otoni

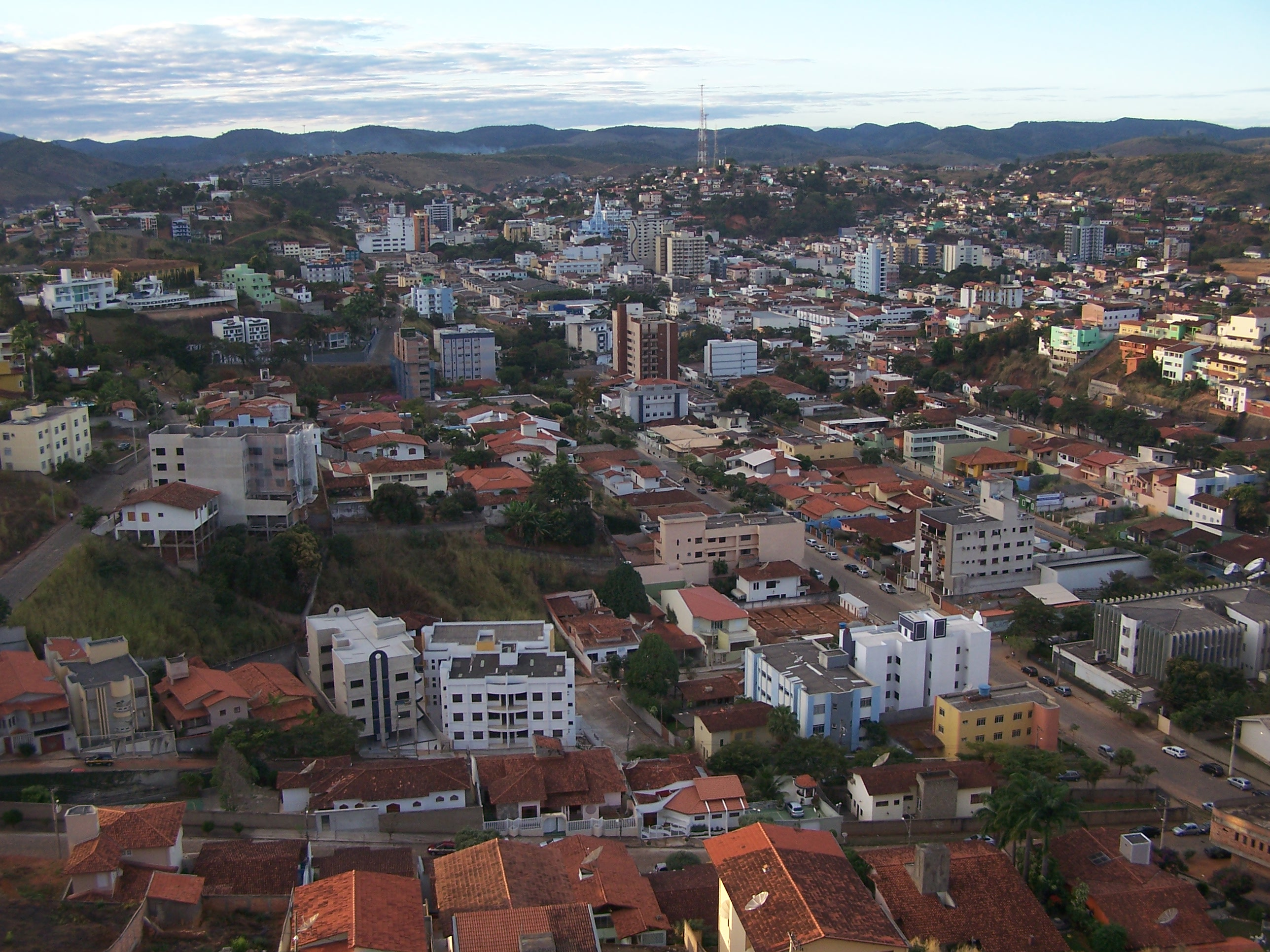
Vista parcial de Teófilo Otoni.

Este anexo lista os bairros de Teófilo Otoni, divisões oficiais do município brasileiro supracitado, localizado no interior do estado de Minas Gerais.

## Lista

### Bairros
- Altino Barbosa
- Bela Vista
- Belvedere
- Castro Pires
- Centro
- Cidade Alta
- Concórdia
- Corredor Gazzinelli
- Dr Laerte Laender
- Eldorado
- Eucalipto
- Fátima
- Fazenda Arnô
- Felicidade
- Filadélfia
- Floresta
- Frei Dimas
- Frei Júlio
- Frimusa
- Funcionários
- Gangorrinha
- Grão Pará
- Indaiá
- Ipiranga
- Itaguaçu
- Jardim Acácias
- Jardim Iracema
- Jardim São Paulo
- Jardim Serra Verde
- Joaquim Pedrosa
- Lajinha
- Lourival Soares da Costa
- Manoel Pimenta
- Marajoara
- Matinha
- Mucuri
- Monte Carlo
- Novo Horizonte
- Olga Corrêa Prates
- Olga Corrêa Ribeiro
- Palmeiras
- Pampulhinha
- São Benedito
- São Cristóvão
- São Diogo
- São Francisco
- São Jacinto
- Solidariedade
- Sta Clara
- Tabajaras
- Taguaçú
- Taquara
- Teófilo Rocha
- Turma 37
- Turma 38
- Veneta
- Vila Barreiros
- Vila Betel
- Vila da Palha
- Vila Esperança
- Vila Jacaré
- Vilinha
- Vila Ramos
- Vila São João
- Viriato

### Morros
- Morro do Bispo (Centro)
- Morro da Rádio I (Manoel Pimenta)
- Morro da Rádio II (São Cristóvão)
- Morro do Cemitério(Teófilo Rocha - Centro - Filadélfia)
- Morro do Eucalipto (Manoel Pimenta)
- Morro do Aeroporto (Olga Prates Corrêa)
- Morro da COPASA (Cidade Alta)
- Morro do Santuário (Matinha)
- Morro da Matriz (Centro)
- Morro do Paraíba (Manoel Pimenta)
- Morro da UFVJM (Jd São Paulo)
- Água Mineral (Mucuri)
- Morro da Igrejinha (Teófilo Rocha)
- Morro do Itaoca (Felicidade)
- Alto Bela Vista (Bela Vista)
- Morro do Nassari Mattar (Jd Iracema)
- Morro do Pindorama (Babilônia)
- Morro do DER(Novo Horizonte)
- Morro Doze de Outubro(São Cristovão)